# Рубецу

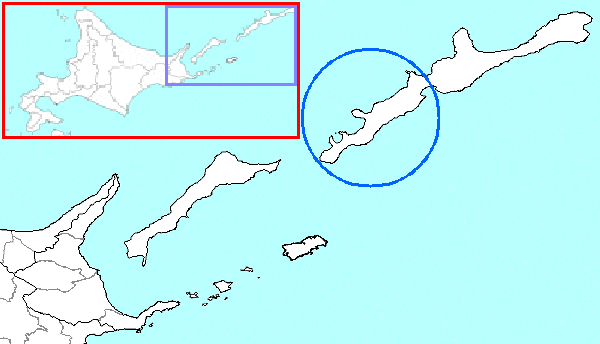

45°0′ пн. ш. 147°53′ сх. д. / 45.000° пн. ш. 147.883° сх. д.
Рубе́цу (яп. 留別村, るべつむら, МФА: [ɾubet͡su muɾa]) — село в Японії, в повіті Еторофу округу Немуро префектури Хоккайдо. Розташоване на острові Ітуруп. Засноване 1869 року. 1945 року окуповане радянськими військами в ході радянсько-японської війни. Територія села контролюється Росією, проте саме село продовжує існувати в офіційних реєстрах Японії як адміністративна одиниця і самоврядна організація. Згідно з офіційною позицією японського уряду село вважається окупованим. Розбите росіянами на декілька населених пунктів: Куйбишев, Добре і Буревєстник. Перші два села занедбані й перетворені на села-привиди.